# Microcline
Le microcline est une espèce minérale du groupe des silicates, du sous-groupe des tectosilicates et de formule idéale KAlSi3O8, avec présence des éléments ou composés mineurs ou en trace suivants : Fe, Ca, Na, Li, Cs, Rb et H2O. Cette espèce de la famille des feldspaths et de la sous-famille des feldspaths potassiques donne les plus grands cristaux connus, soit 50 mètres et 13 500 tonnes.

## Historique de la description et appellations

### Inventeur et étymologie
Décrit par Johann August Friedrich Breithaupt en 1830, le microcline peut être chimiquement similaire à l'orthose monoclinique. Mais en raison de son appartenance au système cristallin triclinique, l'angle du prisme est légèrement inférieur à un angle droit ; ainsi, microcline est tiré du grec ancien  / mikrós, « petit » et de κλίνω / klínō, « incliner ».

### Topotype
- Arendal, Aust-Agder, Norvège
- Stavern (Fredriksvärn), Larvik, Vestfold, Norvège

## Caractéristiques physico-chimiques

### Critères de détermination
Le microcline a de nombreuses propriétés physiques similaires à l'orthose. On peut l'identifier sous rayons X ou examen optique, et il apparaît avec un microscope polarisant sous la forme d'une structure en grille unique.

### Variété et mélanges
- amazonite : variété verte, colorée par le plomb.

### Cristallochimie
C'est une modification triclinique du feldspath de potassium dans laquelle les atomes de silicium et d'aluminium prennent une distribution ordonnée dans les tétraèdres. Il s'agit ainsi d'un polymorphe de l'orthose.

### Cristallographie
- Paramètres de la maille conventionnelle : a = 8,577 Å, b = 12,967 Å, c = 7,223 Å, α = 90,65 °, β = 115,933 °, γ = 87,783 ° ; Z = 4, V = 721,85 Å3
- Densité calculée = 2,56 g/cm3

### Propriétés physiques
Le microcline peut être clair, blanc, jaune clair, rouge brique ou vert. Il est généralement caractérisé par des doubles hachures qui forment un système cristallin triclinique par transformation de l'orthose monoclinique.

## Gîtes et gisements

### Gîtologie et minéraux associés
GîtologieC'est un feldspath alcalin riche en potassium. Le microcline se forme durant le lent refroidissement de l'orthose. En effet, il est plus stable à basse température que l'orthose. La sanidine est un polymorphe de feldspath alcalin, stable à plus haute température.
minéraux associésquartz, plagioclase sodique, muscovite, biotite, hornblendes.

### Gisements producteurs de spécimens remarquables
- Autriche

Werschenschlag, Zwettl, Waldviertel, Basse-Autriche
- Belgique

Carrières de porphyre de Quenast, Rebecq, Province de Brabant wallon
- France

Île de la Loge, Saint-Jacut-de-la-Mer, Ploubalay, Côtes-d'Armor
Pegmatite de Gonnard, Essertines-en-Châtelneuf, Montbrison, Loire, Rhône-Alpes
- Norvège

Arendal, Aust-Agder
Stavern (Fredriksvärn), Larvik, Vestfold

## Exploitation des gisements
Les pierres gemmes peuvent être taillées.